# Refleksni luk
Refleksni luk je nervni put koji nadražaj pređe od mesta delovanja draži preko senzitivnih nerava do sive mase kičmene moždine i potom preko motornih nerava do efektornih organa. S obzirom da se kod refleksnog luka impulsi ne prenose do centara u mozgu, potrebno je da protekne manje vremena od momenta delovanja draži do reakcije. To omogućava osobi da se brzo i bez uticaja volje prilagodi na promene u okruženju, ali takođe pomaže i regulaciju procesa unutar organizma što doprinosi očuvanju homeostaze.
Glavne komponente refleksnog luka su:
- receptor (koji preko čulnih ćelija prima nadražaj i pretvara ga u akcioni potencijal),
- aferentno nervno vlakno (koje prenosi akcioni potencijal od receptora do refleksnog centra),
- centar refleksne radnje (u kome aferentno vlakno gradi sinapsu sa eferentnim vlaknom ili interneuronom),
- eferentno nervno vlakno (koje prenosi nervni impuls do odgovarajućeg efektora) i
- efektor (mišić ili žlezda).

Dve osnovne vrste refleksnog luka su monosinaptički i polisinaptički luk.
Kod monosinaptičkog luka ne postoji interneuron, odnosno sinapsa se uspostavlja između senzitivnog i motornog neurona. Ovakav refleksni luk se sreće kod patelarnog refleksa, gde se kao odgovor na udarac čekićom u predeo ispod čašice kolena javlja trzaj noge.
Kod polisinaptičkog luka postoji jedan ili više neurona između aferentnog i eferentnog neurona. Na taj način se ostvaruje stimulacija ili inhibicija refleksne radnje prilikom prelaska signala od aferentnog prema eferentnom vlaknu unutar kičmene moždine.

## Literatura
- Artur Gajton, Džon Hal: Medicinska fiziologija, Savremena administracija, Beograd 1999.